# VISUAL ARTS
VISUAL ARTS（日语：ビジュアルアーツ）是日本遊戲公司，總部位於日本大阪府大阪市，在1991年3月26日成立。擁有Key等眾多旗下遊戲品牌，亦曾拥有SAGA PLANETS品牌。其遊戲也都使用自主開發的遊戲引擎，除此之外也販售自遊戲所衍生的周邊商品及音樂CD。

## 歷史
- 1991年3月 成立Visual Artist Office（ビジュアルアーティストオフィス）公司
- 1996年5月 開發遊戲引擎「AVG32」。
- 1996年8月 公司更名為Visual Art's（ビジュアルアーツ）
- 2001年9月 開發遊戲引擎「RealLive」
- 2006年3月 成立負責發售移植到家機遊戲的公司PROTOTYPE（プロトタイプ）
- 2008年10月 VA文庫創刊
- 2010年3月 開發遊戲引擎「SiglusEngine」
- 2011年11月 開發遊戲引擎「FlixEngine」
- 2018年12月 公司將英文名稱更改為VISUAL ARTS
- 2022年5月 宣布進行業務分拆成立ee-product公司（イープロダクト株式会社）承擔成人遊戲業務[2]。
- 2022年6月 成立手機遊戲事業部門
- 2022年9月 Kinetic Novel創刊[3]
- 2023年7月 原社长馬場隆博引退，社长转为天雲玄樹（丘野塔也），同时将股权转让给腾讯控股。VISUAL ARTS成为腾讯的子公司。[4]

## 旗下品牌
※排名不分先後，★者為未發售作品的品牌
| - A.S.S. - AMEDEO - b works - Bonbee!（ボンびぃボンボン） - catwalk（catwalk NERO） - CONCEPT - Dress - Frill - Garden ★ - g-clef - IMAGE CRAFT（Oz PROJECT, ぷち蔵） - Iris - issue - Key - Kur-Mar-Ter - Lapis lazuli - LimeLight - mana - ocelot - OPTiM - pekoe - Radi - riffraff - Rio - Sirius (ブランド) - Spray - Studio Mebius（Studio Ring） - tone work's - ZION - イージーオー（E.G.O.） - ななせんち - 人形遊戯舎 ★ - のると - 裸足少女 - はむはむソフト | - CURE RECORDS - fripSide - I've - Key Sounds Label - KuroCo - queens label - voix - 13cm（13cc, 130cm, アーヴォリオ） - AKIKO ★ - CRAFTWORK - D-XX - FLADY - HERVEST - otherwise - Otsu - PASS GUARD - PLAYM - RAM - REALDEAL - REX - Words - ZERO (ブランド) - 悪美 - アンフィニ - 大熊猫 (ブランド) - 仮面商会 - きゅろっと - たまちゅ堂 - 時代屋 ★ - ハーベスト - 林組 - まんぼうソフト - ミスチフ - 雅（みやび） - レックス - 萌。（萌♂） - Blasterhead - SAGA PLANETS |

## 外部連結
- 官方网站 （日語）
- VISUAL ARTS的X（前Twitter） （日語）
- YouTube上的VISUAL ARTS（日語）
- 最速VisualAntena! （页面存档备份，存于）（日語）